# 산·염기 지시약

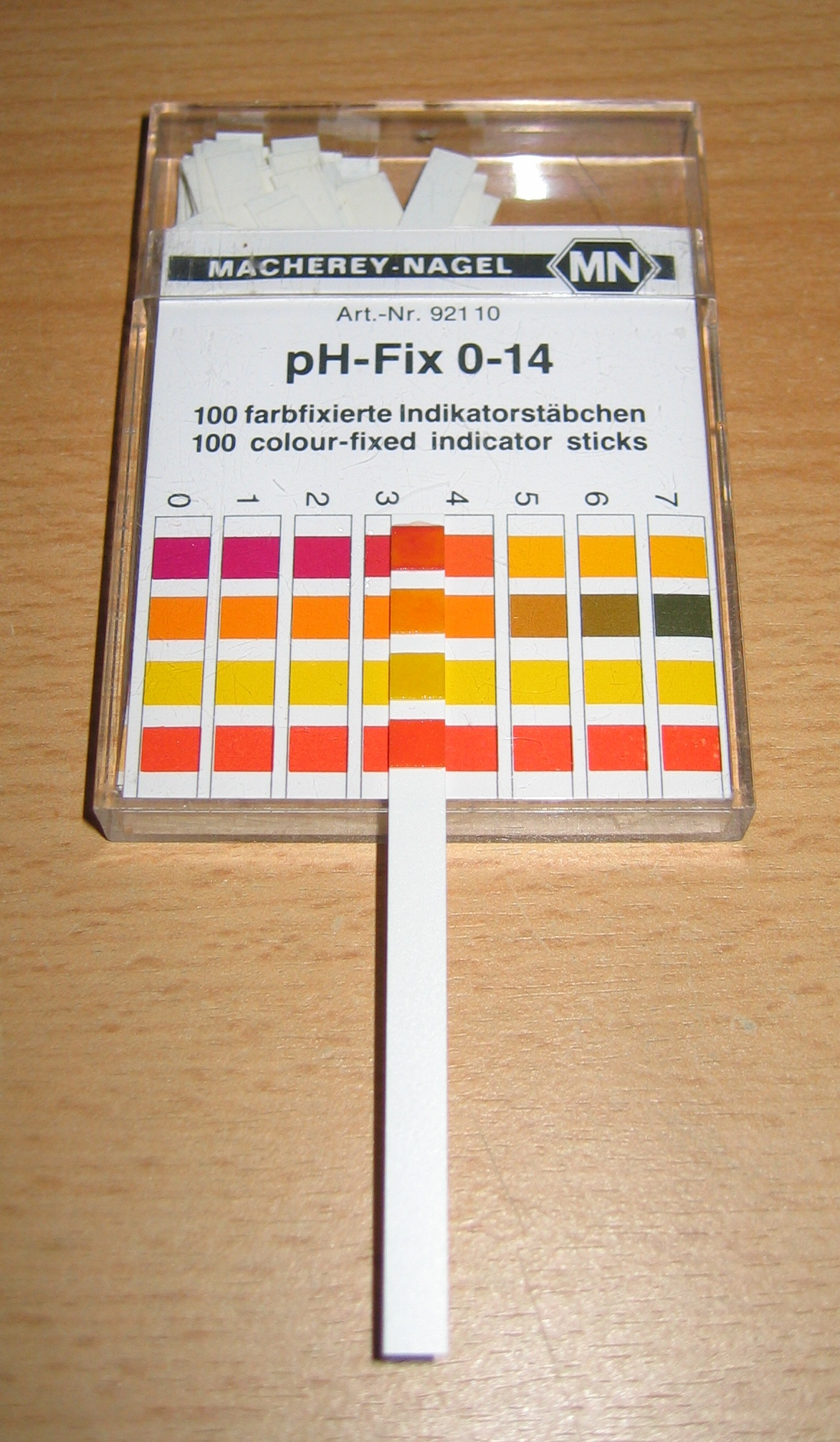

산·염기 지시약은 용액의 pH를 검출하는데 쓰이는 화학 약품이다. 특히 페놀프탈레인은 염기성에서 붉은색, 산성과 중성에서 무색을 나타낸다.

## 대표적인 지시약
- 페놀프탈레인 - 염기만 구별할 수 있다. 염기성일 때 적색, 나머지는 무색을 띤다. 단, pH가 0 이하인 초강산 물질과 반응할 때는 주황색을 띠고 강염기와 반응할 때는 무색을 띤다.
- 티몰프탈레인 - 염기와 초강산만 구별할 수 있다. 염기성일 때 청색, 초강산성일 때 황색이 된다.
- BTB용액 - 산, 중성, 염기 모두 구별할 수 있다. 산성에서는 황색, 중성에서는 녹색, 염기성에서는 청색을 띤다.
- 메틸 레드-산성만 구별할 수 있다. 메틸 오렌지보다 조금 더 높은 영역(pH 4.4~6.2)에서 변색된다. 산성과 중성 사이에서 변색된다. 대부분의 산성에서는 적색, 매우 약한 산성과 중성 및 염기성에서는 황색을 띤다.
- 메틸 오렌지 - 강산성만 구별할 수 있다. 강산성일 때 적색이고 약산성과 염기성, 그리고 중성일 때 황색이 된다.
- 리트머스 시험지 - 지시약은 아니지만 산염기를 구분하는데 이용할 수 있다. 빨간색 종이가 파란색이 되면 염기이고 파란색 종이가 빨간색이 되면 산성이다.
- 자주색 양배추 지시약 - 자주색 양배추 지시약은 산성 용액에 떨어트리면 붉은색, 염기성에 떨어트리면 초록과푸른색으로 변한다. 안토시아닌이 산성인지 염기성인지 구분 할 수 있다.

## 같이 보기
- 발색단